# Boissy-en-Drouais
Boissy-en-Drouais è un comune francese di 247 abitanti situato nel dipartimento dell'Eure-et-Loir nella regione del Centro-Valle della Loira.

## Società

### Evoluzione demografica
Abitanti censiti